# مستقبل أفيونيدي κ
مستقبل الأفيونيد κ (بالإنجليزية: κ-opioid receptor)‏ أو مستقبل الأفيونيد كابا واختصارا (KOR) سُمي بحرف K بسبب لجينيه كيتازوسين [الإنجليزية]، هو مستقبل مقترن بالبروتين ج يُرمَّز لدى البشر بواسطة الجين OPRK1. المستقبل كابا مقترن مع وحدة فرعية ألفا Gi وهو أحد أربعة مستقبلات ترتبط بها المركبات الشبيهة بالأفيونيد في الدماغ المسؤولة على إحداث تأثيرات هذه المركبات. تشمل هذه التأثيرات: تغيرات في الحس بالألم، الوعي، التحكم الحركي، والمزاج. قد يكون لاختلال تنظيم عمل هذا المستقبل دور في إدمان الكحول والعقاقير.
المستقبل كابا هو من مستقبلات الأفيونيد التي يُعتبَر الببتيد الأفيونيدي دينورفين اللجين داخلي المنشأ الرئيسي لها (الركيزة التي يخلقها الجسم طبيعيا). فضلا على الدينورفين ترتبط مجموعة متنوعة من أشباه القلويات الطبيعية والتربينات واللجائن الاصطناعية بهذا المستقبل. يمكن أن يوفر المستقبل كابا آلية تحكم طبيعية في الإدمان، ولذلك يمكن أن تملك العقاقير التي تستهدف هذا المستقبل إمكانية علاجية للإدمان.
توجد أدلة على أن توزيع و/أو وظيفة هذا المستقبل يمكن أن تختلف بين الجنسين.

## الوظيفة

### الألم
على غرار ناهضات مستقبل الأفيونيد μ، ناهضات المستقبل كابا مسكنات ألم قوية وتُستخدم سريريا في علاج الألم. تنتج ناهضات المستقبل كابا آثارا جانبية مثل: الانزعاج والهلوسة والتفارق حدت من فائدتها السريرية. من الأمثلة على ناهضات المستقبل كابا التي تُستخدم طبيا كمسكنات للألم: بوتورفانول، نالبوفين، ليفورفانول، ليفالورفان [الإنجليزية]، بنتازوسين، فينازوسين وإبتازوسين [الإنجليزية]. ديفيليكفالين (CR845, FE-202845) وCR665 [الإنجليزية]‏ (FE-200665, JNJ-38488502) ناهضان للمستقبل كابا تأثيرهما محصور في الجهاز العصبي المحيطي ولا يحدثان تأثيرات جانبية في الجهاز العصبي المركزي مثل تلك التي تحدثها ناهضات المستقبل كابا النشطة مركزيا وهما حاليا قيد البحث السريري لاستخدامهما كمسكنات ألم.

### الوعي
تملك ناهضات المستقبل كابا النشطة في الجهاز العصبي المركزي تأثيرات مهلوسة ومسببة للتفارق وكمثال على ذلك سالفينورين أ (المكون النشط في نبات قصعين الكهان). هذه التأثيرات غير مرغوب فيها عادة في الأدوية الطبية. يُعتقد أن تأثيرات الهلوسة والانزعاج الخاصة بأفيونيدات مثل بوتورفانول و نالبوفين وبنتازوسين تعمل على الحد من إمكانية إساءة استخدامها. كما في حالة سالفينورين أ، -وهو بنية جديدة من ديتربين كليرودان [الإنجليزية] وناهض للمستقبل كابا- يسعى المتعاطون لغاية الترفيه للحصول على تأثيرات الهلوسة هذه رغم الشعور بالإنزعاج الذي يحس به بعض المتعاطين. إيبوجايين هو ناهض آخر للمستقبل كابا ذو تأثيرات مماثلة ويملك إمكانية أستخدامه في علاج الإدمان. مع أن ناهضات مستقبل كابا هذه تملك تأثيرات مهلوسة ومحدثة للتفارق إلا أنها مختلفة آليا ونوعيا عن ناهضات مستقبل 5-HT2A المهلوسة الذهانية مثل: ثنائي إيثيل أميد حمض الليسرجيك (LSD) أو سيلوسيبين وعن مناهضات مستقبل نمدا المسببة للتفارق والتخدير مثل كيتامين وفينسيكليدين.

## دورها في علاج الإدمان على المخدرات
خضعت مستقبلات أشباه الأفيونات كابا للدراسة فيما يتعلق بإمكانيتها العلاجية عند استخدامها في علاج الإدمان إذ تشير الأدلة إلى دور الدينورفين، أحد ناهضات «كيه أو آر» داخلية المنشأ، بوصفه آلية تحكم الجسم الطبيعية في الإدمان. يُعتبر التعرض للإساءة / الضغط النفسي في مرحلة الطفولة أحد المؤشرات المعروفة على تعاطي المخدرات إذ ينعكس هذا في تغيرات نظامي «إم أو آر» و«كيه أو آر». أظهرت مستقبلات «كيه أو آر» في نماذج «الإدمان» التجريبية تأثيرًا على الانتكاس الناجم عن الضغط النفسي وسلوك البحث عن المخدرات. بالنسبة إلى الأفراد الذين طوروا حالة من الاعتماد على المخدرات، يشكل خطر الانتكاس العقبة الرئيسية أمام القدرة على التخلص من المخدرات بشكل نهائي. أشارت التقارير الحديثة إلى الدور الجوهري لمستقبلات «كيه أو آر» في العودة إلى البحث عن الكوكايين الناجم عن الضغط النفسي.
تُعد النواة المتكئة (إن إيه سي سي) والجسم المخطط من مناطق الدماغ عالية الارتباط مع الإدمان، وتلعب البنى الأخرى، التي تنقل الإشارات من وإلى النواة المتكئة، أيضًا دورًا جوهريًا في الإدمان. على الرغم من حدوث مجموعة متنوعة من التغيرات في حالات الإدمان، غالبًا ما يترافق الإدمان مع انخفاض في مستقبلات الدوبامين «دي 2» في النواة المتكئة. بالإضافة إلى هذا الانخفاض في ربط مستقبلات «إن إيه سي سي» و«دي 2»، يظهر الكوكايين قدرة واضحة على تحريض عدد من التغيرات المختلفة في دماغ الرئيسيات مثل زيادة برودينورفين الرنا المرسال في البطامة المذنبة (الجسم المخطط) ونقصانه في منطقة تحت المهاد، بينما تسبب ناهضات مستقبلات «كيه أو آر» تأثيرات معاكسة ما يؤدي إلى زيادة ربط مستقبلات «دي 2» في النواة المتكئة.
بالإضافة إلى ذلك، يؤدي فرط جرعة الكوكايين إلى ارتفاع كبير (بمقدار الضعف) في مستقبلات «كيه أو آر» في النواة المتكئة، بينما تظهر ناهضات «كيه أو آر» فعالية في الحد من سلوك البحث عن الكوكايين والتعاطي الذاتي. علاوة على ذلك، يرتبط الإدمان على الكوكايين مع انخفاض الاستجابة للبرولاكتين، بينما يساهم تنشيط مستقبلات «كيه أو آر» بدوره في تحرير البرولاكتين، الذي يُعد أحد الهرمونات ذات الدور الهام في التعلم، واللدونة العصبونية وتخلق الميالين.
ظهر أيضًا وجود دور بالغ الأهمية لنظام «كيه أو آر» في البحث عن المخدرات الناجم عن الضغط النفسي. في النماذج الحيوانية، ثبت أن الضغط النفسي قادر على تحريض سلوك مكافأة الكوكايين بطريقة معتمدة على أشباه الأفيونات كابا. تحدث هذه التأثيرات على الأرجح نتيجة التوق الشديد للمخدرات الناجم عن الضغط النفسي الذي يتطلب تنشيط نظام «كيه أو آر». على الرغم من التناقض الظاهري، من المعروف أيضًا أن تعاطي المخدرات قادر على إحداث تغيير في الجسم من حالة الاستتباب إلى الاستتباب المتغير. من المقترح أن حالة الانزعاج النفسي (الديسفوريا)، التي تنجم عن الضغط النفسي أو عن انسحاب المخدر من الجسم، قادرة على العمل كقوة دافعة للفرد نحو البحث عن طريقة للتخفيف منها عبر تعاطي المخدرات. تشهد خصائص المكافأة المتعلقة بتعاطي المخدر تغيرًا مستمرًا، ومن الواضح حدوث تعديل على تكافؤ المخدر عند تنشيط مستقبلات «كيه أو آر» بعد الضغط النفسي، إذ يساهم هذا في زيادة خصائص المكافأة المتعلقة بالمخدر وإحداث تأييد لسلوك المكافأة، أو العودة إلى البحث عن المخدر. يحدث تنشيط مستقبلات «كيه أو آر» الناجم عن الضغط النفسي على الأرجح نتيجة مجموعة متعددة من آليات نقل الإشارات المختلفة. تُعتبر تأثيرات ناهضات «كيه أو آر» على أنظمة الدوبامين موثقة بشكل جيد، وتشير الأعمال الأخيرة أيضًا إلى وجود دور لكل من سلسلة بروتين الكيناز المنشط بواسطة الميتوجين و«بّي سي آر إي بي» في السلوكيات المعتمدة على «كيه أو آر».
ركزت الدراسات على عدد من المخدرات السائدة بين المدمنين بما في ذلك الكوكايين (44%)، والإيثانول (35%) وأشباه الأفيونات (24%). تعود هذه المركبات إلى فئات مختلفة من المخدرات وتعمل عبر أنواع مختلفة من المستقبلات (عبر زيادة الدوبامين بشكل مباشر أو غير مباشر، على الترتيب)، إذ تتضمن آلية عملها الأنظمة نفسها مع إنتاج استجابات مختلفة وظيفيًا. من الناحية المفاهيمية، قد يمتلك التنشيط الدوائي لمستقبلات «كيه أو آر» تأثيرات ملحوظة على أي اضطراب من الاضطرابات النفسية (الاكتئاب، واضطراب ثنائي القطب، والقلق وما إلى ذلك) إلى جانب مختلف الاضطرابات العصبية (على سبيل المثال، مرض باركنسون وداء هنتنغتون). لا يقتصر الأمر على وجود اختلافات جينية في تعبير مستقبلات الدينورفين، التي تمثل مؤشرًا هامًا على الاعتماد على الكحول، إذ أظهرت الجرعة المفردة من مناهضات «كيه أو آر» قدرة على زيادة استهلاك الكحول بشكل ملحوظ لدى حيوانات المختبر. يوجد عدد من الدراسات التي تعكس انخفاضًا في التعاطي الذاتي للكحول، وثبت أيضًا أن علاج الاعتماد على الهيروين بواسطة ناهضات «كيه أو آر» من خلال الحد من تأثيرات المكافأة الفورية وإحداث التأثير العلاجي للتنظيم بالارتفاع (زيادة الإنتاج) لمستقبلات «إم أو آر» التي خضعت للتنظيم بالإنقاص أثناء تعاطي أشباه الأفيونات.
تخضع الخصائص المضادة للمكافأة لناهضات «كيه أو آر» لعمليات توسط عديدة خلال التأثيرات طويلة الأمد وقصيرة الأمد على حد سواء. تؤدي التأثيرات الفورية لناهضات «كيه أو آر» إلى انخفاض تحرير الدوبامين في النواة المتكئة خلال التعاطي الذاتي للكوكايين، وتعمل على المدى الطويل على التنظيم بالزيادة للمستقبلات الخاضعة للتنظيم بالإنقاص، مثل مستقبلات «إم أو آر» و«دي 2»، أثناء تعاطي المخدرات. تعمل هذه المستقبلات على تعديل تحرير المواد الكيميائية العصبية الأخرى مثل السيروتونين في حالة ناهضات «إم أو آر» والأستيل كولين في حالة «دي 2». يمكن اعتبار هذه التغيرات بمثابة العامل المخفف النفسي والجسمي من مرضية الإدمان. ترتبط التأثيرات الأطول لناهضات «كيه أو آر» (30 دقيقة أو أطول) مع التأييد والرجوع إلى البحث عن المخدرات الناجمين عن الضغط النفسي والمعتمدين على «كيه أو آر». من المفترض أن هذين السلوكين متوسطان بواسطة التعديل المعتمد على «كيه أو آر» للدوبامين، أو السيروتونين أو النورإيبنفرين و/أو بواسطة التنشيط المنخفض لمسارات نقل الإشارات.
من الجدير بالذكر أن تنشيط «كيه أو آر» قادر على منع العديد من الاستجابات السلوكية والعصبية الكيميائية الناجمة عن تعاطي المخدرات والمذكورة أعلاه. تشير هذه النتائج إلى الحالات العاطفية السلبية التي تحرضها «كيه أو آر» لتعاكس تأثيرات المكافأة الناتجة عن تعاطي المخدرات. يدل هذا على دور نظام «كيه أو آر» / دينورفين كنظام مضاد للمكافأة، مدعومًا بدور نقل إشارات «كيه أو آر» والضغط النفسي، مع توسطه كلًا من التأييد الناجم عن الضغط النفسي لمكافأة المخدر والعودة الناجمة عن الضغط النفسي إلى سلوك البحث عن المخدر. يعالج هذا بدوره ما اعتُقد أنه تناقض أعلاه. عوضًا عن ذلك، تخضع مستقبلات «كيه أو آر» للتنشيط / التنظيم بالزيادة بواسطة الضغط النفسي، ومخدرات الإدمان وإعطاء الناهضات – ما يسبب الحالة العاطفية السلبية. بالمثل، يحافظ الفرد على الإدمان على المخدر بواسطة تجنب الحالة العاطفية السلبية التي تتجلى في الضغط النفسي، والتوق الشديد للمخدر وانسحاب المخدر. بما يتوافق مع الحالة العاطفية السلبية الناجمة عن «كيه أو آر» ودورها في الإدمان على المخدرات، تظهر مناهضات «كيه أو آر» فعالية في كبح العاطفة السلبية المحرضة بواسطة انسحاب الدواء بالإضافة إلى التخفيف من جرعة تعاطي المخدر المتصاعدة في مرحلة التجارب قبل السريرية المنطوية على وصول ممتد للمخدرات. كان التقدم في تقييم تأثيرات مناهضات «كيه أو آر» من الناحية السريرية ضئيلًا للغاية نظرًا إلى الآثار الضارة والسمات الدوائية غير المرغوبة للاختبارات السريرية (مثل عمر النصف الطويل والتوفر الحيوي الضعيف). في الآونة الأخيرة، أظهر مناهض «كيه أو آر» الانتقائي عالي التقاربية «إل واي 2456302» درجة جيدة من التحمل لدى مرضى «سي يو دي». من أجل إثبات جدوى استخدامه، قيمت تجربة إثبات الآلية اللاحقة قدرة «جيه إن جيه – 67953964» («إل واي 2456302» سابقًا) على علاج حالة انعدام التلذذ في تجربة عشوائية مزدوجة التعمية قائمة على الأدوية الوهمية لدى المرضى المصابين بانعدام التلذذ واضطراب المزاج أو القلق. أدت مناهضات «كيه أو آر» إلى زيادة كبيرة في تنشيط الجسم المخطط البطني خلال التصوير بالرنين المغناطيسي الوظيفي عند توقع المكافأة مع ترافق ذلك بتأثيرات علاجية على التدابير السريرية لانعدام التلذذ، ما يعزز بالتالي من الدور الواعد لمناهضات «كيه أو آر» وتقييم تأثيره السريري الجاري. بالإضافة إلى ذلك، أظهرت دراسة التصوير المقطعي بالإصدار البوزتروني (بّي إي تي) لدى مرضى اضطراب تعاطي الكوكايين (سي يو دي)، باستخدام الربيطة الشعاعية لناهض «كيه أو آر» الانتقائي «جي آر 103545»، أن مرضى اضطراب تعاطي الكوكايين ذوي نسبة التوفر الأعلى من «كيه أو آر» أكثر عرضة للانتكاس الناجم عن الضغط النفسي. أظهرت دراسة لاحقة باستخدام التصوير المقطعي بالإصدار البوزتروني انخفاضًا في توفر «كيه أو آر» بعد تعاطي الكوكايين لمدة ثلاثة أيام، إذ يرجع ذلك إلى زيادة الدينورفين داخلي المنشأ المتنافس مع الربيطة الشعاعية في مواقع ربط «كيه أو آر». تدعم هذه النتائج مجتمعة الحالة العاطفية السلبية وتشير إلى الدور السريري والعلاجي لنظام «كيه أو آر» / دينورفين لدى البشر المصابين باضطراب تعاطي الكوكايين. بالنتيجة، يشارك نظام «كيه أو آر» / دينورفين كآلية استتباب في حالة الإدمان على المخدرات لمعاوضة التأثيرات الحادة للمخدرات. يؤدي التعاطي المزمن والضغط النفسي إلى التنظيم بالزيادة لهذه النظام، ما يسبب بدوره حالة من خلل التنظيم التي تحرض الحالة العاطفية السلبية وتفاعلية الضغط النفسي.